# Pierre Guarin
Pierre Guarin (Le Tronquay 1678 - Saint-Germain-des-Prés (París), 29 de desembre del 1719) va ser un monjo benedictí hebraista i bibliotecari de l'Abadia de Saint-Germain-des-Prés.

## Biografia
Es va fer monjo als 18 anys a l'abadia Notre-Dame de Lyre, a la diòcesi d'Évreux. Coneixia molts idiomes i es va dedicar a escriure sobre la gramàtica hebrea per tal de facilitar la lectura de la Bíblia.

## Publicacions
- Grammatica hebraica et chaldaica, Paris, Jacobi Collombat, 1721
- Grammatica hebraica et chaldaica, Paris, Jacobi Collombat, 2 vol., 1724-1726 Text en línia del vol. 1 2
- Lexicon hebraicum et chaldaeobiblicum, continuada per Nicolas Letournois, Paris, Jacobi Collombat, 2 vol., 1746 Volum 2 en línia
- Syntaxis hebraica, contenu dans Juvenalis Potschka, Thesaurus linguae sanctae, Bambergae et Wirceburgi, T. Goebhardt, 1780